# Halima Sadaf Karimi
Halima Sadaf Karimi (Afganistan) és una política i exparlamentària afganesa.
Amb formació en Ciències Polítiques i Economia, va ser l'única dona parlamentària afganesa de la minoria dels uzbeks, per la província de Jowzjan. Els talibans van matar al seu germà petit el 2020. Activista pels drets de les dones, va ser perseguida pels talibans quan van tornar al poder el 2021. Va criticar la passivitat del govern afganès i de la comunitat internacional davant els atacs talibans l'agost del 2021. El 2021 la BBC la va incloure a la llista de les 100 dones més inspiradores.